# 古伊拉德梅雷納
古伊拉德梅雷納是古巴的城鎮，属阿爾特米薩省，始建於1779年，面積178平方公里，海拔高度20米，2004年人口37,838，人口密度為每平方公里212.6人。

## 外部連結
- Article from El Habanero newspaper （西班牙文）